# Iglesia de San Santiago (Belén)
La iglesia de San Santiago es un templo católico y monumento histórico ubicado en la localidad de Belén, comuna de Putre, Región de Arica y Parinacota, Chile.
Pertenece al conjunto de monumentos nacionales de Chile desde el año 2012 en virtud del Decreto 451 del 19 de octubre del mismo año; se encuentra en la categoría «Monumentos Históricos».

## Historia
La iglesia está hecha a base de adobe y piedra, y se estructura con una nave principal y un campanario, que fue erigido en honor a San Santiago de Belén y que se replica en la Iglesia de la Virgen de la Inmaculada Concepción de Guallatire y la Iglesia de la Virgen del Carmen de Caquena. Su construcción probablemente se remonta al siglo XVI, época en la que se fundó la localidad de Belén.
Esta edificación está situada a 3729 m s. n. m. en la precordillera, a 143 km al este de Arica. Pertenece a un grupo de templos católicos agrupados bajo la denominación «Iglesias del Altiplano», los que se buscan postular al Patrimonio Mundial de la UNESCO.
La superficie protegida considera un total de 700,6 m² con un polígono en forma de «L» invertida; su estado de conservación es regular. El año 2013 se aprobó la realización de un estudio tendiente a estructurar un proyecto de restauración de este inmueble patrimonial por parte del Gobierno de Chile bajo la denominación «Restauración Iglesia de San Santiago de Belén, Putre».